# William P. Yarborough
William P. Yarborough  (Seattle 12 de mayo de 1912 - Carolina del Norte 6 de diciembre de 2005) fue un militar estadounidense con el rango de Teniente General del Ejército de los Estados Unidos.

## Biografía
Se enlisto al Ejército de los Estados Unidos en 1931, iniciando su carrera militar. Desempeñando un papel fundamental con el desarrollo de las tropas aerotransportadas.Participó en la Segunda Guerra Mundial  desde 1942, con la entrada de Estados Unidos al Conflicto y es considerado como el padre de las boinas verdes (paracaidistas), se desempeñó después con trabajos en Europa, Camboya y Estados Unidos ocupando distintos puestos de mando, fue comandante del Centro de Especial de Tácticas de Guerra del Ejército de los EE. UU. (SWC) y su escuela en 1961.

### Colombia
Un equipo élite de las fuerzas armadas norteamericanas visitó Colombia en febrero de 1962. En un reporte secreto, Yarborough recomendó dejar en Colombia una fuerza paramilitar para eliminar grupos comunistas:
[Un] esfuerzo a nivel nacional es requerido para seleccionar personal militar y civil para entrenamiento clandestino en operaciones de contrainsurgencia en caso de que sean requeridas en el futuro. Esto debe ser hecho con un enfoque hacia el desarrollo de una estructura civil y militar que pueda ser utilizada en el caso de que la situación de orden público se deteriore aún más. Esta estructura debe utilizarse para ejercer presión política, llevar a cabo operaciones de contra-propaganda, sabotaje, y contra-terrorismo en contra de elementos comunistas. Esto debe ser hecho con el apoyo de los Estados Unidos.
Yarborough respaldaba un "extenso programa de registro civil ... en donde toda la población esté registrada en archivos estatales con huella dactilar y foto". Aconsejó interrogar regularmente a la población civil en áreas rurales que "tengan conocimiento de actividades comunistas". "Es necesario un exhaustivo interrogatorio de todos los bandidos que incluya tiopentato de sodio y un polígrafo, para extraer toda la información necesaria. La policía y el ejército necesitan interrogadores bien preparados." El Tiopentato de sodio fue inicialmente utilizado como un relajante, pero en los años 70, fue utilizado por organismos de seguridad latinoamericanos para inducir "parálisis, agonía, y terror".
"En general, el equipo de Yarborough recomendó que los EE. UU. proporcionara asistencia en todos los aspectos de la contrainsurgencia. Personal civil y militar especialmente seleccionado y entrenado, sería requerido para desarrollar una estructura clandestina. Esta estructura llevaría a cabo planes desarrollados por los Estados Unidos con claros objetivos políticos, económicos, y militares ... a través del sabotaje y operaciones paramilitares en contra de grupos comunistas."
Finalizó su carrera militar como asesor en países africanos.